# Прамировой язык
Прамировой язык — гипотетический предок всех существующих в мире языков, древний язык, от которого произошли все современные живые языки и языковые семьи, а также известные мёртвые языки, подобно тому, как широко признанный праиндоевропейский язык, реконструированный лингвистами, является предком всех индоевропейских языков. Общепринятого термина для этого понятия нет. В большинстве трактовок данного предмета не указывается название рассматриваемого языка. Мерритт Рулен использовал термин Прото-Сапиенс.
Аргументы в пользу существования прамирового языка основываются на антропологии, направлении миграций людей и предположении о способности доисторических людей говорить. Огромное количество времени, прошедшее с эпохи существования прамирового языка, не позволяет делать прямые лингвистические утверждения о его природе. Используемые методы исторической лингвистики в этом случае оказываются бесполезными.
Теория моногенеза утверждает, что все известные языки произошли от общего предка, однако может оказаться так, что разные языки возникли независимо в разных группах древних людей от их методов коммуникации, существовавших до появления языка в том смысле, в котором мы понимаем его сейчас.
Этот язык не обязательно является первым языком вообще, он лишь является предком всех нынешних языков. В прошлом бок о бок с ним могли существовать другие языки, которые затем вымерли. Например, обсуждается гипотеза о том, могли ли говорить неандертальцы. Если могли, их язык, скорее всего, не происходил от прамирового языка.

## История
Первая серьёзная научная попытка установить реальность моногенеза была предпринята Альфредо Тромбетти в его книге L’unità d’origine del linguaggio, опубликованной в 1905 году. Тромбетти подсчитал, что на общем предке существующих языков говорили от 100 000 до 200 000 лет назад.
Моногенез был отвергнут многими лингвистами в конце XIX — начале XX веков, когда доктрина полигенеза человеческих рас и их языков была широко популярна.
Самым известным сторонником моногенеза в Америке середины XX века был Моррис Сводеш. Он составил список базовых лексем языка. Сводеш был пионером двух важных методов исследования глубоких взаимоотношений между языками, лексикостатистики и глоттохронологии.
Во второй половине XX века Джозеф Гринберг произвел серию крупномасштабных классификаций языков мира. Они были и остаются противоречивыми, но широко обсуждаемыми. Хотя Гринберг не привел явных аргументов в пользу моногенеза, вся его классификационная работа была направлена именно на это. Как он заявил: «Конечной целью является всеобъемлющая классификация того, что, скорее всего, является единой языковой семьёй».
В список известных американских сторонников лингвистического моногенеза включают Мерритта Рулена, Джона Бенгтсона и Гарольда Флеминга.
В XX веке советский языковед Николай Марр предложил ненаучную и принципиально недоказуемую теорию («новое учение о языке»), согласно которой все современные языки черпают свою лексику из четырёх «базовых элементов»: сал, бер, йон, рош.
В иудео-христианской традиции считалось, что до Вавилонского столпотворения существовал один язык, и именно древнееврейский; представление о древнееврейском как о праязыке было широко распространено ещё в XVIII веке. Впоследствии на роль праязыка из националистических или просто ненаучных соображений предлагались нидерландский, немецкий, польский, русский и другие языки. В настоящее время гипотезы подобного рода оставлены наукой.
Гипотезы моногенеза придерживался итальянский лингвист Альфредо Тромбетти.
Американский лингвист Джозеф Гринберг предположил, что далёкие связи между языками могут быть выявлены с помощью применения подхода, который он назвал «массовым сравнением лексики». Языки сравниваются с использованием ограниченного списка слов (включая служебные слова и аффиксы) путём подсчёта в них родственных (похожих) слов. Он использовал свой метод для классификации африканских языков. Его работа вызвала интерес как в лингвистическом сообществе, так и за его пределами. Метод Гринберга всё ещё активно обсуждается.
Сергей Старостин пытался показать наличие общих корней у ностратической, афразийской и сино-кавказской макросемей. Вместе с И. И. Пейросом он приводил примеры, служащие попыткам доказать существование связей между ностратической и сино-кавказской макросемьями, с одной стороны, и австрической — с другой. В. В. Шеворошкин старается усилить свидетельства связей между ностратической, сино-кавказской, америндской, индо-тихоокеанской макросемьями, а также австралийской семьёй. Совместно с Марком Кайзером отмечает сходства ностратических языков с нигеро-кордофанскими и нило-сахарскими языками. В. В. Шеворошкин и чешский лингвист Вацлав Блажек на основе всех подобных сопоставлений приходят к выводу, что все ныне существующие языки хотя бы отдаленно родственны друг другу. Появляются и молодые исследователи, которые с помощью специальных компьютерных программ расширяют «доказательную базу» о существовании праязыка homo sapiens.
С. А. Старостин предложил несколько корней из так называемого «праборейского языка» — гипотетического предка разных языковых семей в северном полушарии. Говорить о реконструкции протоборейского языка крайне преждевременно, а хотя бы о признании теории его существования сколько-нибудь значительной частью учёных — не представляется возможным.
Большинство исторических лингвистов считает, что невозможно, используя только статистические методы, доказать, что все мировые языки связаны генетически. Критики говорят, что с чисто статистической точки зрения в любой паре несвязанных друг с другом языков найдётся некоторое количество одинаково звучащих слов с одинаковыми значениями. Старостин не использовал статистических методов — он использовал методы ступенчатой реконструкции: возможность реконструкции праязыка для языковой семьи делает возможным реконструкцию праязыка более высокого уровня.
Активно включаются в обоснование возможностей единого исходного языка этногенетика и антропология, доказывающие возможности мозга и организма человека к членораздельной речи десятки и сотни тысяч лет назад. Восстановлением этой общей палеолексики все более активно занимается «глобальная компаративистика» (а её происхождением — «всемирная этимология»).
Ископаемые останки убедительно доказывают, что первобытные люди, обладавшие необходимыми анатомическими органами, позволяющими разговаривать и использовать язык, появились, по крайней мере, 250 тысяч лет назад, а возможно, и 500 тысяч лет назад. Изучение ископаемых черепов выявляет наличие мозговой асимметрии. Данные антропологии показывают, что гортань уже сотни тысяч лет назад была расположена достаточно низко — и это позволяло издавать звуки, сходные с элементами современной речи.

## Дата и место
В работе Perreault and Mathew (2012) оценка времени первого возникновения людского языка была базирована на фонемном многообразии. Это основано на предположении, собственно что фонематическое многообразие развивается значительно медлительнее, чем грамматика или же словарь, медлительно увеличиваясь с течением времени (но сокращаясь между маленькими популяциями основателей). Гигантские припасы фонем видятся между африканскими языками, в то время как небольшие припасы присутствуют в Южной Америке и Океании, кое-каких из последних ареалов земного шара, которые были колонизированы. Создатели воспользовались данными колонизации Юго-Восточной Азии для оценки скорости наращивания фонематического контраста. Используя данный показатель к африканским языкам, Перро и Мэтью (2012) пришли к предположительному возрасту от 150 000 до 350 000 лет, совместимому с выходом в свет и ранним расселением H. sapiens. Обоснованность такового расклада подверглась критике как неверная[кем?].

## Характеристика
Мюррей Гелл-Манн в 2003 году предположил, что праязык мог иметь синтаксис, свойственный многим языкам на раннем этапе — подлежащее — прямое дополнение— сказуемое (SOV).
Если это предположение верно, то можно сделать вывод, что:
- прилагательные стоят перед определяемым существительным;
- родительный падеж стоит перед определяемым существительным;
- функцию «предлога» выполняет «послелог» (постпозиция), поскольку стоит не перед существительным, а после.

Например, вместо «Человек пошёл к широкой реке», носитель праязыка сказал бы «Человек широкая река к пошёл» (например, как в современных тюркских языках, а также в японском, корейском и в большинстве Индо-Тихоокеанских языков.).

## Критика
Почти все языковеды[кто?] отторгают способы, применяемые для определения данных форм. Способы, используемые Руленом и Гелл-Манном, вызывают ряд критичных замечаний, среди которых наиболее отвергается теория о совместном происхождении на основе сравниваемых текстов. Одной из предпосылок глоттогенеза является звукоподражание: к примеру, предложенный корень для «запаха», перечисленный повыше, *čuna, имеет возможность быть элементарно итогом применения во множестве языков звукоподражательного текста, которое звучит как нюхание, сопение или же нюх. Другое — табуированное качество кое-каких текстов.
Применяя критерии, используемые Бенгтсоном и Руленом в целях поиска когнатов от ранее обнаруженных ими корней, Лайл Кэмпбелл видит семь возможных сходств в отношении корня *kuna ‘женщина’ в испанском языке, включая cónyuge 'жена, супруга', chica 'девушка' и cana 'старая женщина (прилагательное)'. Далее он отвергает связь исследованных Бенгтсоном и Руленом понятий с прамировым словом со значением ‘женщина’. Cónyuge, к примеру, случается от латинского корня, значащего ‘соединять’, chica является прилагательным женского рода, происходящим от латинского существительного с обозначением ‘бессмысленная вещь’, а cana берёт начало от латинского слова ‘белый’. Соответственно, близость упомянутых слов в отношении слова "женщина" не установлена. Кэмпбелл заявляет, собственно что эти типы задач считаются эндемичными для способов, применяемых Руленом и другими.
Некоторые лингвисты[кто?] ставят под сомнение саму вероятность прослеживания различных языковых элементов до настолько далёкого прошлого. Кэмпбелл замечает, что, учитывая, сколько времени прошло с появления языка у людей, любое слово того времени оказалось бы заменённым или изменённым до неузнаваемости во всех современных языках. Помимо этого, Кэмпбелл жёстко критикует попытки реконструировать прамировой язык, утверждая, что "поиск мировых этимологий — это в лучшем случае безнадёжная трата времени, в худшем — стыд для лингвистики как дисциплины, к огорчению, сбивающий с толку и вводящий в заблуждение тех, кто обращается к лингвистике для понимания данной области".

## Турит
Тури́т — условное название позднепалеолитического языка человечества («турит», «протобашенный» — то есть до Вавилонского столпотворения).
По гипотезе А. Ю. Милитарёва, частично поддержанной С. А. Старостиным «турит» появился в Африке, где его продолжает ряд африканских языков, сохраняющих, по некоторым предположениям, характерные «туриту» щёлкающие звуки. При исходе предков большинства современного человечества из Африки данный протоязык разделился на америндскую (индейские языки), индо-тихоокеанскую, австралийскую и евро-африканскую ветви. Потомками евро-африканской прасемьи является большинство языков Старого Света, в том числе русский. Менее вероятно, что все африканские ветви образовались в местности Палестины — Ливана, после чего носители их возвратились в Африку и ассимилировали народ, разговаривавший на других языках. Гипотеза находится в стадии активной проработки с помощью передовых компьютерных программ.
Г. Старостин отождествляет турит и «первоязык человечества» (относительный «язык Адама»).
Однако, по версии С. А. Старостина, при исходе предков большинства современного человечества из Африки данный протоязык разделился на борейскую, индо-тихоокеанскую, австралийскую, Койсанскую и Нигеро-сахарскую ветви.